# Xavier Leroux
Xavier Henry Napoleón Leroux (Velletri, 11 ottobre 1863 – Parigi, 2 febbraio 1919) è stato un compositore e docente francese che insegnò al Conservatorio di Parigi. Era sposato con il famoso soprano Meyrianne Héglon (1867-1942).

## Biografia
Nato in Italia a Velletri, 40 km a sud-est di Roma, Leroux era figlio di un capobanda militare francese. Studiò al Conservatorio di Parigi con Jules Massenet e Théodore Dubois e vinse il Prix de Rome nel 1885 con la cantata Endymion. Dal 1896 vi insegnò armonia. Tra gli studenti degni di nota figurano Eugène Bigot, Georges Dandelot, Marc Delmas, Roger Désormière, Louis Fourestier, Henri Mulet, Paul Paray, Louis Vuillemin e Albert Wolff.
Leroux compose varie opere orchestrali e corali, canzoni e brani per pianoforte, ma divenne noto soprattutto come rappresentante dell'opera naturalistica francese. Il suo capolavoro è l'opera Le Chemineau, rappresentata sei volte all'Opéra-Comique tra il 1907 e il 1945.
Alfredo Casella ha dedicato a lui la sua Sinfonia n. 1 in si minore op. 5, nel 1905.
Leroux era sposato con il soprano Marie-Antoinette Willemsen, nata a Bruxelles, che appariva con lo pseudonimo di Meyrianne Héglon (1867-1942).

## Lavori scelti

### Musiche di scena
- The Persians (Eschilo)
- Plutus (Aristofane)

### Opere
- Evangéline (Louis de Gramont) (1895)
- Astarté (Louis de Gramont) (1901)
- La reine Fiammette (1903)
- Vénus et Adonis (Louis de Gramont) (1905)
- William Ratcliff (Louis de Gramont after Heinrich Heine) (1906)
- Le Chemineau (1907)
- Théodora (1907)
- Le Carillonneur (1913)
- La Fille de Figaro (1914)
- Les cadeaux de Noël (1915)
- 1814 (1918)
- Nausithoé (1920)
- La Plus forte (1924)
- L'Ingénu (1931)

### Altro
- Hymne (1914)